# ウィリアムとメアリー

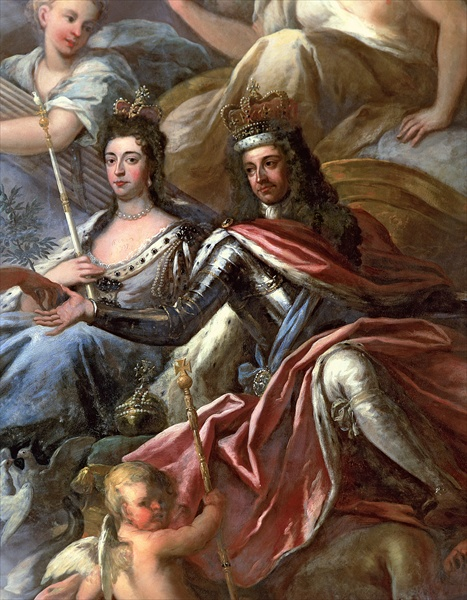
天井画のウィリアムとメアリー

ウィリアムとメアリー（William and Mary）と英語でいう場合、特定の個人のことでなければ通常、ウィリアム3世と妻のメアリー2世によるイングランド・スコットランド・アイルランドの3王国の共同統治を指す。2人の共同統治は1689年2月に始まり、この時2人は名誉革命で「亡命したと考えられている」ジェームズ2世に代わってイングランド議会から招聘された。1694年にメアリーが死去すると、1702年に死去するまでウィリアムは単独で統治した。2人の統治は、イギリス史上平等の権力による「共同統治」が君主に認められた唯一の時代である。イギリスの歴史において通常、君主の配偶者に君主権はなく、単に配偶者でしかない。
ウィリアムズバーグのウィリアム・アンド・メアリー大学は、1693年に特許状が与えられ、2人に敬意を表して寄付と命名が行われた。

## 注
1. ↑  共同君主としては、スコットランド王ドナルド3世が甥エドマンドと共同統治を行ったとされる例（1094年 - 1097年）、イングランド王ヘンリー2世が自身の在位中に嗣子若ヘンリー王を王位に就けた例（1170年 - 1183年）がある。